# Mesovelia thermalis
Mesovelia thermalis är en insektsart som beskrevs av Géza Horváth 1915. Mesovelia thermalis ingår i släktet Mesovelia och familjen vattenspringare. Inga underarter finns listade i Catalogue of Life.